# Shine (film)
Pour les articles homonymes, voir Shine et Le Prodige.
Pour plus de détails, voir Fiche technique et Distribution.
Shine, ou Le Prodige au Québec et au Nouveau-Brunswick, est un film australien réalisé par Scott Hicks, sorti en 1996.

## Synopsis
La vie de David Helfgott, pianiste australien né à Melbourne, qui dès son plus jeune âge fit preuve de dons exceptionnels. Quelques années plus tard, de graves troubles psychiques l'éloignèrent des concerts  pendant près de dix ans. Mais en 1984, il fit un retour triomphal qui relança sa carrière.

## Fiche technique
- Titre original : Shine
- Titre français : Shine
- Titre québécois : Le Prodige
- Réalisation : Scott Hicks
- Scénario : Jan Sardi, Scott Hicks
- Musique : David Hirschfelder
- Photographie : Geoffrey Simpson
- Montage : Pip Karmel
- Producteur : Jane Scott
- Distribution : Alliance Vivafilm et MCA/Universal Home Video Canada
- Budget : 5 500 000 $ (estimation)
- Pays d'origine :  Australie
- Langue : anglais

## Distribution
Légende : VF = Version Française et VQ = Version Québécoise
- Geoffrey Rush (VF : Bernard Alane et VQ : Daniel Lesourd) : David Helfgott
- Armin Mueller-Stahl (VF : Jean Lescot et VQ : Ronald France) : Peter Helfgott
- John Gielgud (VF : Bernard Dhéran et VQ : Yves Massicotte) : Cecil Parkes
- Lynn Redgrave (VF : Perrette Pradier et VQ : Madeleine Arsenault) : Gillian
- Noah Taylor (VF : Bernard Gabay et VQ : François Godin) : David Helfgott, adolescent
- Sonia Todd (VF : Martine Irzenski et VQ : Johanne Garneau) : Sylvia
- Googie Withers (VF : Paule Emanuele et VQ : Lenie Scoffié) : Katharine Susannah Prichard
- Nicholas Bell (VQ : Benoit Rousseau) : Ben Rosen
- Chris Haywood : (VQ : Benoît Marleau) : Sam
- Beverly Dunn : Beryl Alcott
- Marta Kaczmarek : Rachel
- Alex Rafalowicz : (VQ : Nicolas Pensa) : David Helfgott, enfant
- Justin Braine : (VQ : Patrick Peuvion) : Tony
- Randall Berger : (VQ : Luis de Cespedes) : Isaac Stern

Photos des acteurs principaux
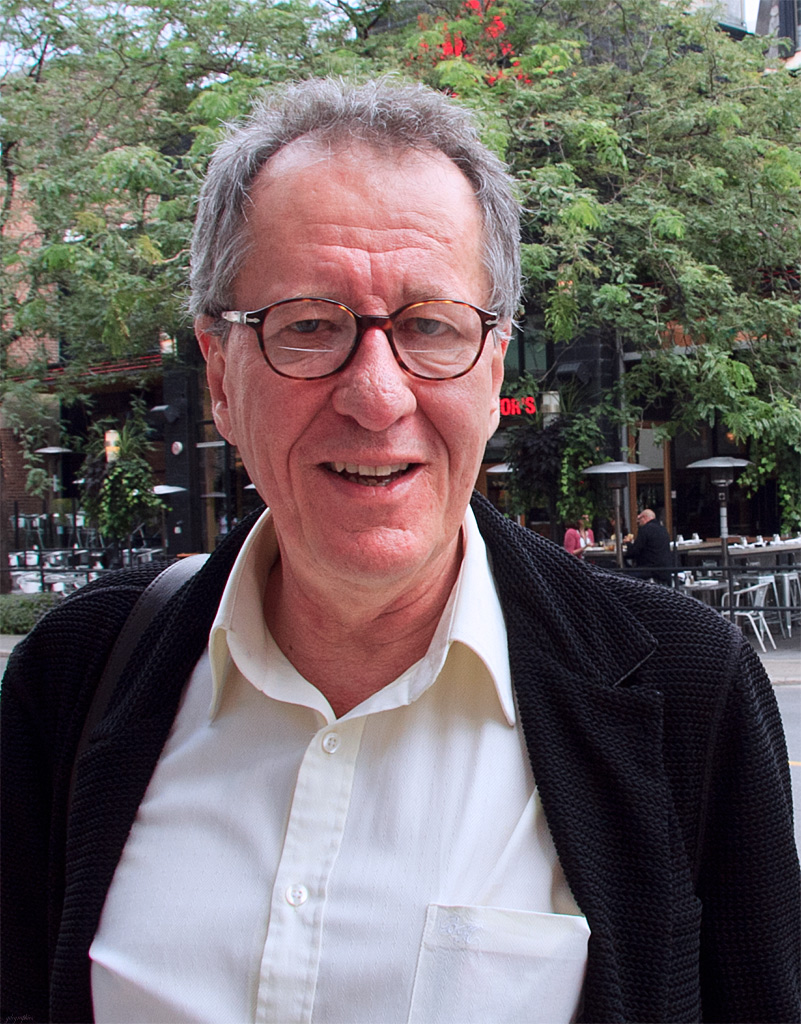
Geoffrey Rush
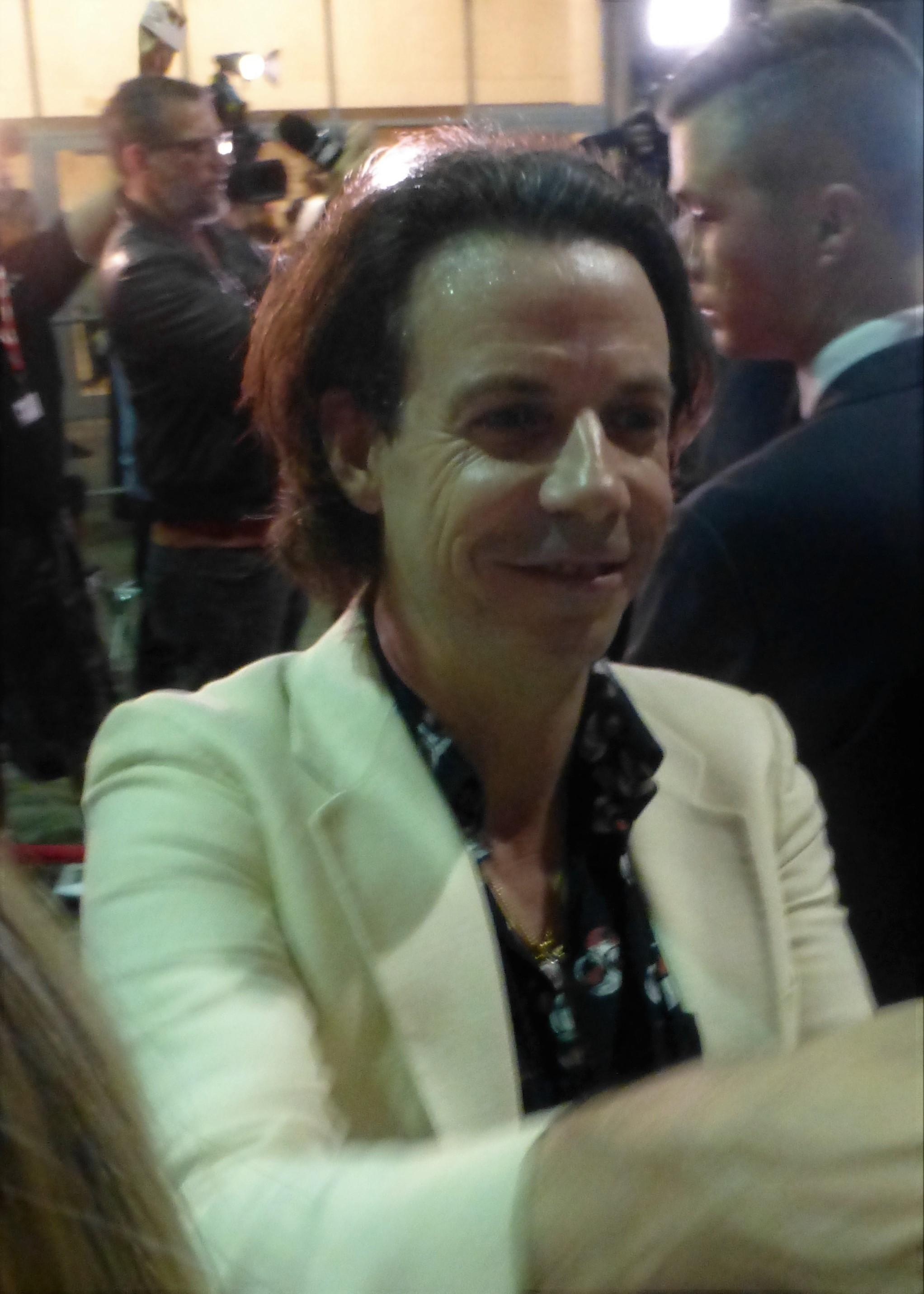
Noah Taylor
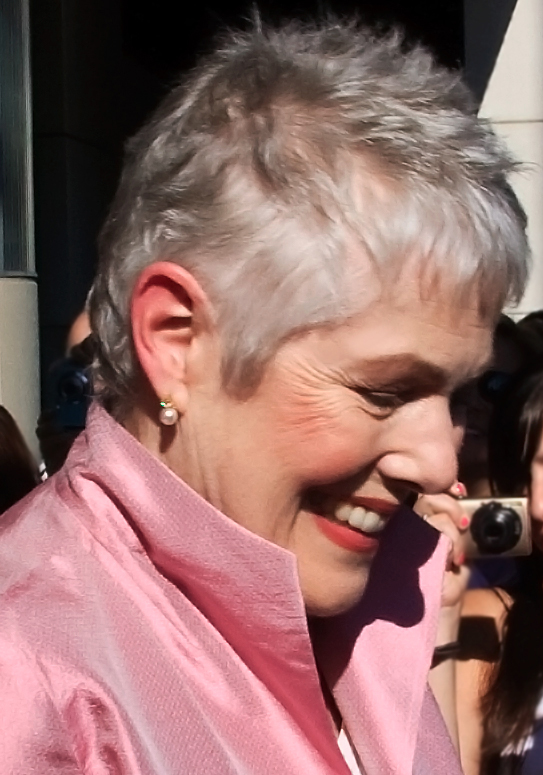
Lynn Redgrave
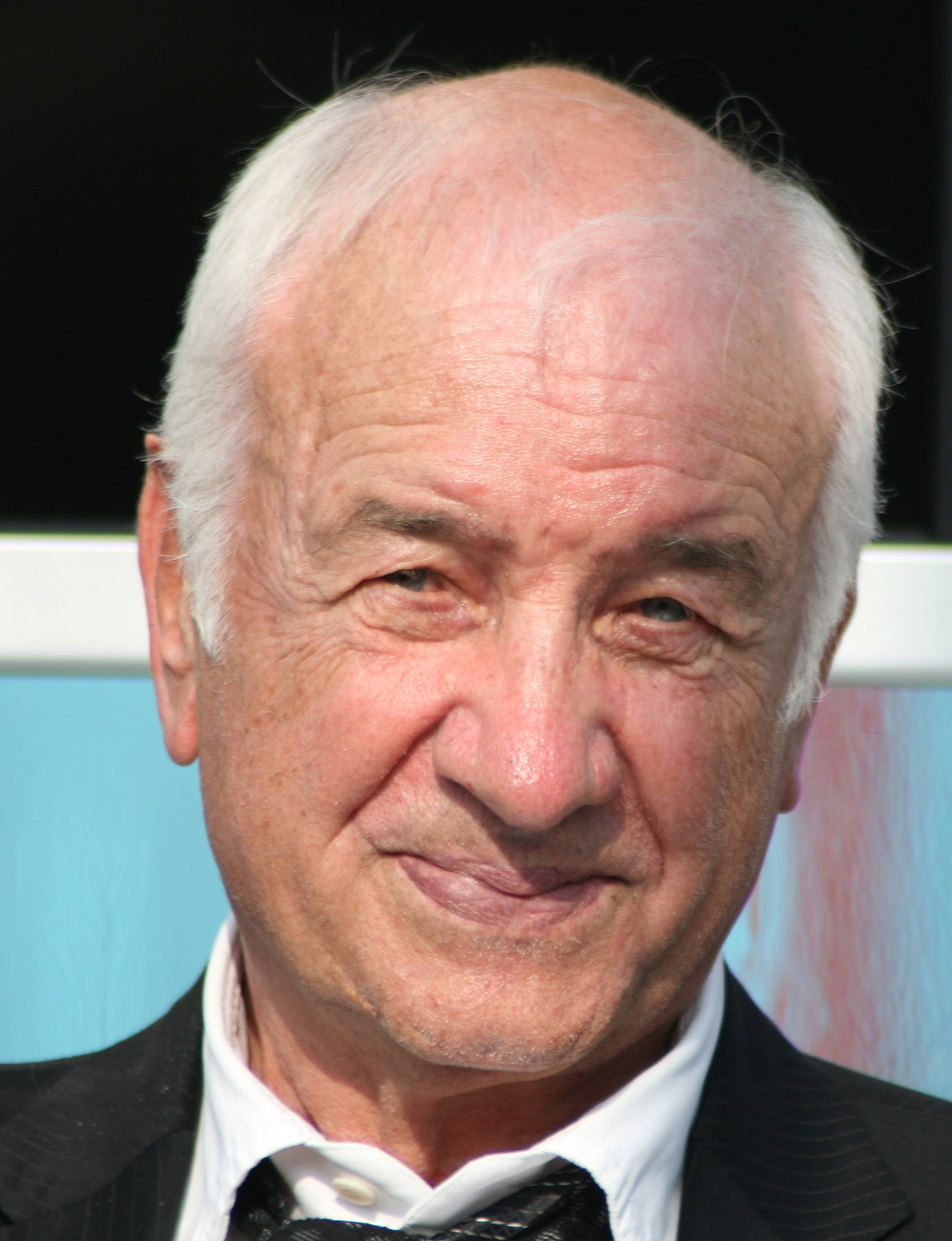
Armin Mueller-Stahl
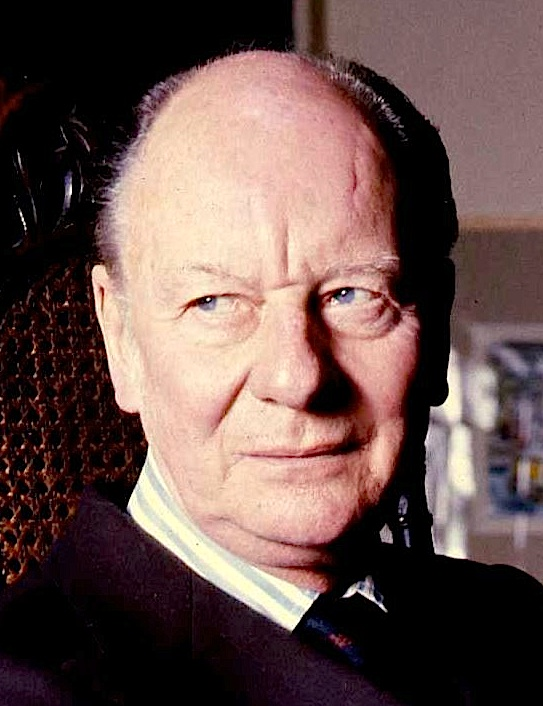
John Gielgud

## Récompenses et distinctions
- Oscar du meilleur acteur 1997 pour Geoffrey Rush.
- Golden Globes du meilleur acteur 1997 pour Geoffrey Rush.
- Nomination aux Oscars du meilleur film, meilleur réalisateur, meilleur second rôle masculin, meilleur scénario original, meilleur montage, meilleur partition originale pour un film dramatique en 1997.
- Nomination aux Golden Globes du meilleur film, meilleur réalisation, meilleur scénario original, meilleur musique de film en 1997.